# Naglums socken

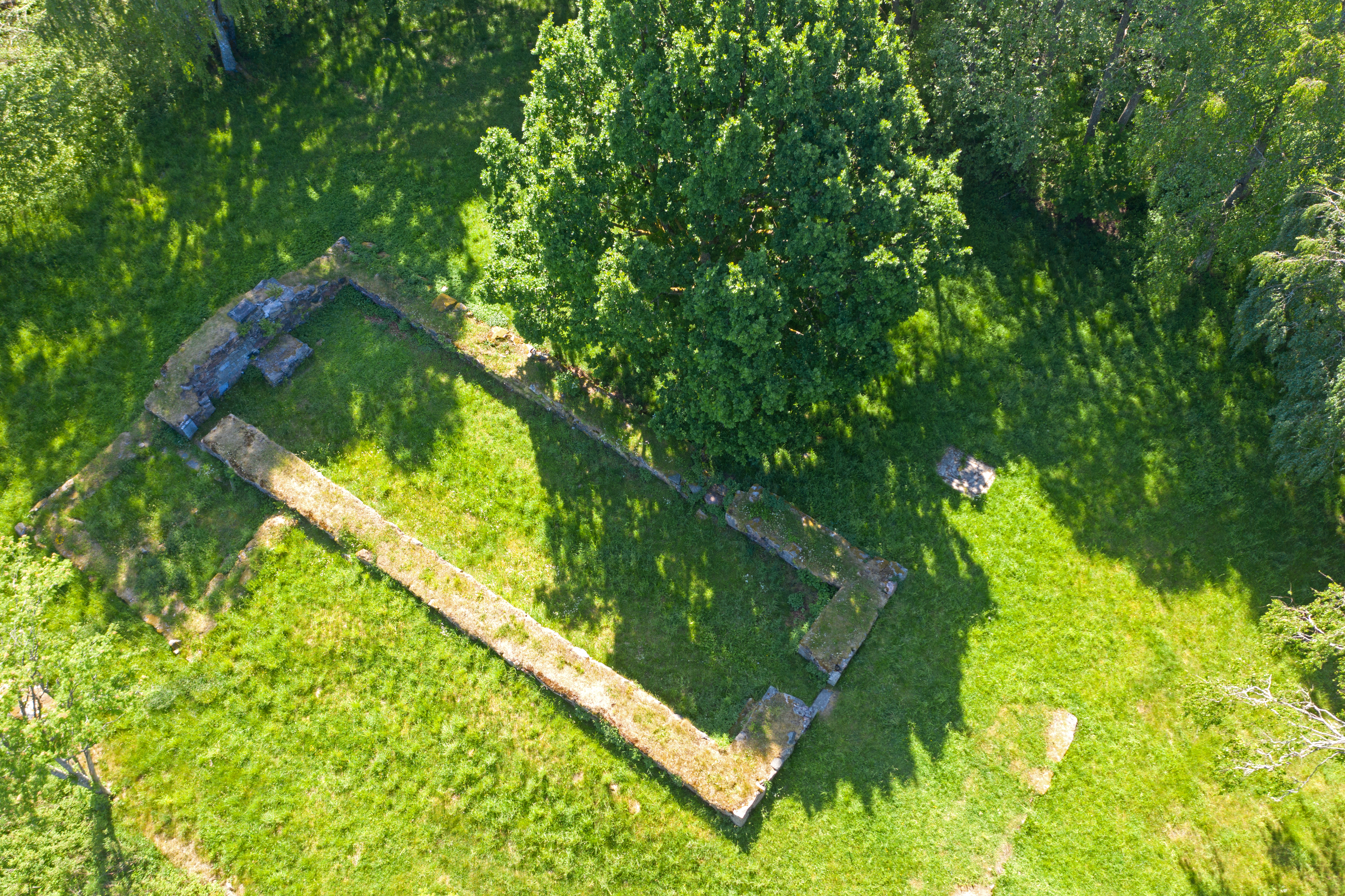

Naglums socken i Västergötland ingick i Väne härad, uppgick 1887 i Vassända-Naglums socken och området är sedan 1971 en del av Trollhättans kommun och Vänersborgs kommun, från 2016 inom Vänersborgs distrikt och Trollhättans distrikt.
Socknens areal var cirka 70 kvadratkilometer.  År 1886 fanns här 2 002 invånare. Den del av Trollhättans församling som ligger väster om Göta älv, samt södra delen av Vänersborgs församling med Grunnebo, Båberg, Onsjö säteri jämte stadsdelarna Restad, Mariedal, Kassaretorpet och Önafors, samt sockenkyrkan Vassända-Naglums kyrka ligger i socknen.

## Administrativ historik
Naglums socken har medeltida ursprung. 
Vid kommunreformen 1862 övergick socknens ansvar för de kyrkliga frågorna till Naglums församling och för de borgerliga frågorna bildades tillsammans med Vassända socken den gemensamma Vassända-Naglums landskommun. Enligt Kungligt brev av den 29 juli 1887 slogs så jordebokssocknarna samman. Församlingen uppgick 1888 i Vassända-Naglums församling. 
Socknen har tillhört län, fögderier, tingslag och domsagor enligt vad som beskrivs i artikeln Väne härad. De indelta soldaterna tillhörde Västgöta-Dals regemente, Väne kompani.

## Geografi och natur

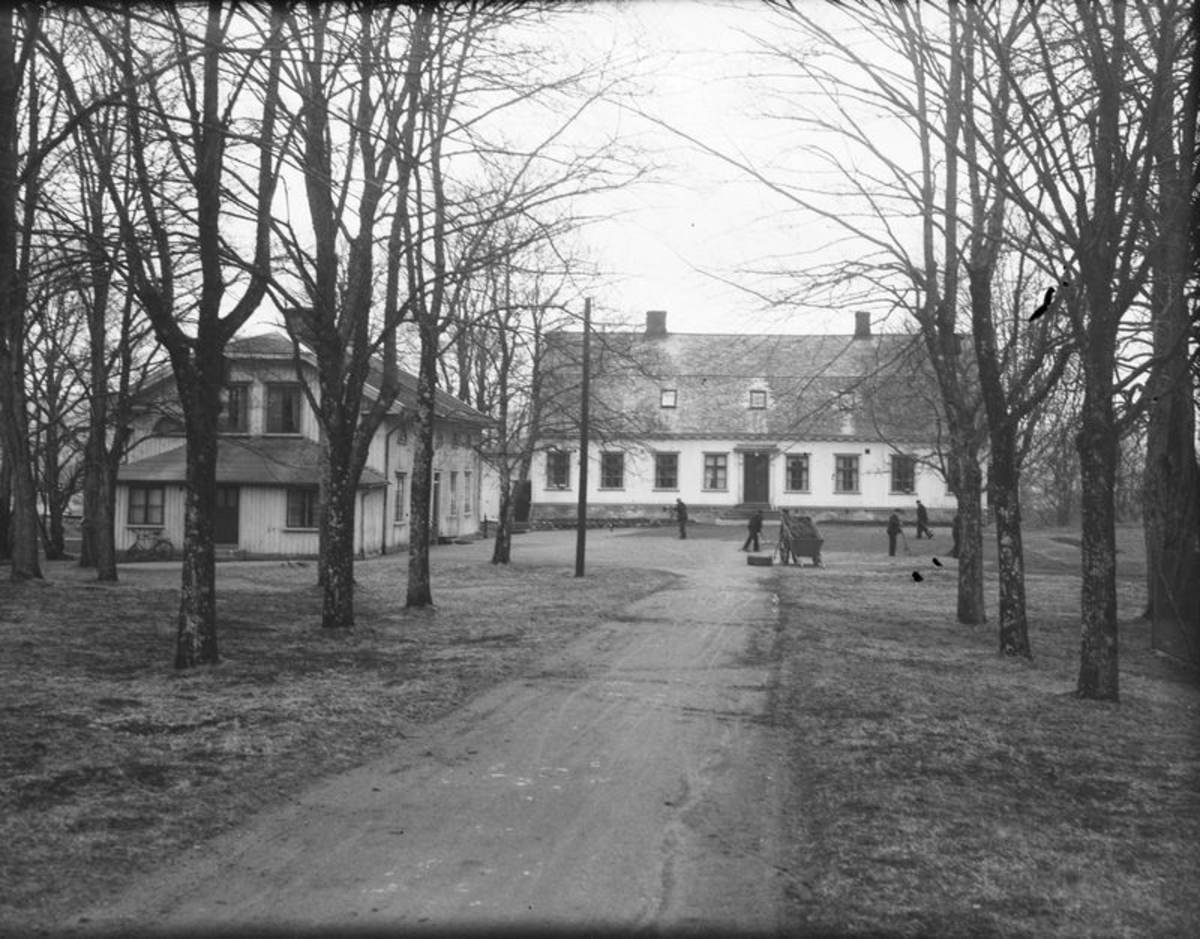
Restads kungsladugård 1904.

Naglums socken ligger närmast söder och sydväst om Vänersborg med Örsjön och Bohuslän i sydväst och Göta älv i öster. Socknen har odlingsbygd vid vattendragen och är i övrigt en kuperad skogsbygd med mossbygder i väster.
Det finns två kommunala naturreservat i socknen: Åkerström som delas med Hjärtums socken i Lilla Edet samt Älvrummet. Största insjö är Öresjö som delas med Hjärtums socken i Lilla Edets kommun.
Sätesgårdar var Onsjö herrgård och det tidigare landshövdingebostället Restads kungsladugård, vars mangårdsbyggnad revs för att ge plats åt Restads sjukhus.

### Naglums kyrka
Av Naglums stenkyrka, som byggdes på 1300-talet och var intakt till 1840-talet, finns idag bara kvar som en ruin på västra sidan av Göta älv. Vid en utgrävning 1943 fann man mynt från 1300-talet. De flesta mynten var slagna i Lödöse. Närmast på bilden är torngrunden som kom till först på 1720-talet.

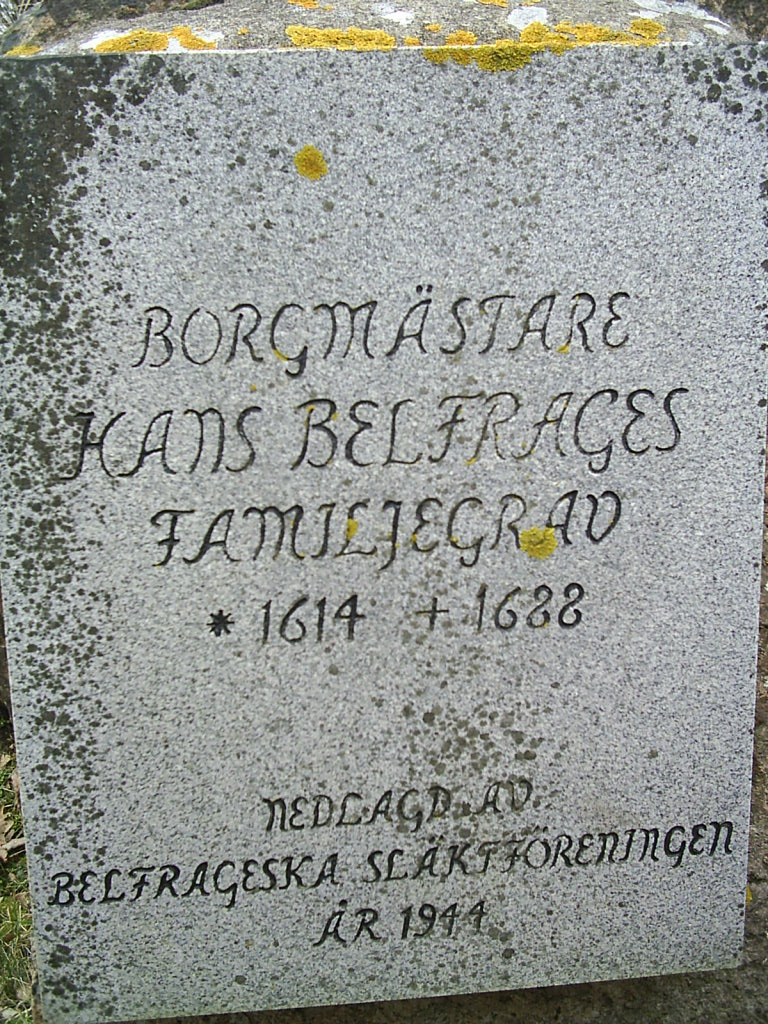
Hans Belfrages familjegrav

Vänersborgs första borgmästare Hans (Henrik) Belfrage (född 19 januari 1614 i Skottland, död 13 november 1688 i Naglum) begravdes i ett gravkor längst bort på vänster sida av långhuset där en minnestavla över honom är rest. Den ursprungliga gravstenen över honom och hans båda fruar finns numera i Vänersborgs kyrkas vapenhus. Släkten Belfrage var i flera generationer bosatt i Forstena, Västra Tunhems socken, som ligger på andra sidan älven.

## Befolkningsutveckling
Befolkningen ökade från 1 375 1810 till 2 051 1880 innan socknen 1887 slogs samman med Vassända socken.

## Namnet
Namnet Naglum skrevs 1334 Nafleem och kommer från en nu försvunnen kyrkby. Namnet innehåller navle, 'något framskjutande terrängparti' och hem, 'hemvist; gård'